# Красавино (станция)
Красавино — железнодорожная станция в городе Красавино Вологодской области. Расположена на железнодорожной ветке Ядриха — Великий Устюг Северной железной дороги. В настоящее время осуществляет только грузовые операции. Расстояние до станции Великий Устюг — 22.5 км, до станции Ядриха — 32 км.

## История
Железнодорожная линия Ядриха — Красавино — Великий Устюг строилась с середины 1960-х военными строителями. Главным инженером был Попов А. В. Военные железнодорожники первоначально жили в палатках в 4-х километрах от Красавино. Из-за сложного рельефа местности станцию расположили на некотором расстоянии от города.
23 декабря 1970 г. сданы в эксплуатацию участок Ядриха — Красавино и железнодорожная станция Красавино. (Летопись Г. Чебыкиной). А первый поезд в Красавине встречали в начале 1971 года.
Через шесть лет, 18 апреля 1977 года, сдан в эксплуатацию участок Красавино — Великий Устюг. Началось движение грузовых поездов.

## Описание
Станция Красавино сдана в эксплуатацию в 1970 году. Тогда здесь было развитое местное и пригородное пассажирское сообщение. После 2002 года, в связи со строительством автомобильного моста через Северную Двину у города Котлас, пассажирское сообщение не используется. Основные операции, производимые на станции — прием и выдача грузов повагонными и мелкими отправками, загружаемых целыми вагонами, только на подъездных путях и местах необщего пользования. Идёт вывозка древесины и грузов из Великого Устюга.
Станция расположена в посёлке при станции Красавино, который входит в состав города. Железнодорожный вокзал выходит на Вокзальную улицу. Сейчас он не функционирует. Здесь расположено два жилых дома, приезжает автолавка, до ближайшей автобусной остановки — 2 километра на федеральной автодороге А123. Рядом находится недействующая водонапорная башня, котельная, на трассе неподалёку расположена АЗС. Местные жители до сих пор верят, что жизнь на станции забьёт ключом, как и раньше. Однако этого, скорее всего, никогда не произойдёт.

## Движение поездов
В конце XX века здесь было очень развито пригородное сообщение. Поезд Котлас — Ядриха — Красавино — Великий Устюг ходил несколько раз в день с прицепными вагонами до Вологды. После 2002 года количество поездов уменьшилось, а затем и оставшиеся пригородные поезда до Великого Устюга перестали останавливаться на станции Красавино.
Сейчас мимо станции зимой проходят туристические поезда дальнего следования до Великого Устюга — Родины Деда Мороза. К примеру, до 2022 года действовал зимний пригородный поезд № 6647/6648 Котлас — Ядриха — Великий Устюг, но он совсем не пользовался популярностью. К тому же, на станции Красавино он не останавливался. Причина — отсутствуют необходимые пассажирские обустройства для безопасной посадки/высадки пассажиров, в связи с чем, организовать остановку пригородных поездов на данной станции не представляется возможным. Зимой можно встретить туристические поезда, проходящие мимо станции Красавино: «Мороз-экспресс», «Зимняя сказка», «Величие Севера». В ближайшее время здесь остаётся только грузовое сообщение.